# Creully
Creully is een plaats en voormalige gemeente in het Franse departement Calvados in de regio Normandië en telt 1426 inwoners (1999). De plaats maakt deel uit van het arrondissement Caen.

## Geschiedenis
Creully was de hoofdplaats van het gelijknamige kanton tot dit op 22 maart 2015 werd opgeheven en de gemeente werd opgenomen in het op die dag gevormde kanton Bretteville-l'Orgueilleuse. Op 1 januari 2017 fuseerde de gemeente met Saint-Gabriel-Brécy en Villiers-le-Sec tot de commune nouvelle Creully sur Seulles, waarvan Creully de hoofdplaats werd. Hierbij werden Creully en Saint-Gabriel-Brécy overgeheveld van het arrondissement Caen naar het arrondissement Bayeux. De drie fusiegemeenten kregen aanvankelijk de status van commune déléguée maar die status werd op 1 juni 2020 opgeheven.

## Geografie
De oppervlakte van Creully bedraagt 8,6 km², de bevolkingsdichtheid is 165,8 inwoners per km².
De onderstaande kaart toont de ligging van Creully met de belangrijkste infrastructuur en aangrenzende gemeenten.

## Demografie
Onderstaande figuur toont het verloop van het inwonertal (bron: INSEE-tellingen).
Vanwege een beveiligingsprobleem met de MediaWiki Graph-software is het momenteel niet mogelijk deze grafiek weer te geven. Zodra de software is bijgewerkt zal de grafiek vanzelf weer zichtbaar worden.